# Meteortief
Das Meteortief ist ein Meerestief im südwestlichen Teil des Atlantischen Ozeans und ist mit 8265 m Meerestiefe die tiefste Stelle in diesem Atlantik-Gebiet und des Süd-Sandwich-Grabens.
Im Zentrum dieses Tiefseegrabens befindet sich das Meteortief nördlich der Südlichen Sandwichinseln und östlich von Südgeorgien. Es liegt etwa bei 55° südlicher Breite und bei 26° westlicher Länge.
Das Meteortief ist nach dem deutschen Forschungsschiff Meteor benannt, von dem diese Stelle in den 1920er Jahren entdeckt wurde.